# بودا (ایندیانا)
بودا (به انگلیسی: Buddha) یک منطقهٔ مسکونی در ایالات متحده آمریکا است که در شهرستان لارنس، ایندیانا واقع شده‌است. بودا ۲۱۳٫۰۶ متر بالاتر از سطح دریا واقع شده‌است.